# جايسون داو (لاعب هوكي الجليد)
جايسون داو هو لاعب هوكي الجليد كندي، ولد في 29 مايو 1973 في تورونتو في كندا.

## وصلات خارجية
- جايسون داو على موقع دوري الهوكي الوطني (الإنجليزية)
- جايسون داو على موقع EliteProspects.com (الإنجليزية)
- جايسون داو على موقع HockeyDB.com (الإنجليزية)
- جايسون داو على موقع Hockey-Reference.com (الإنجليزية)